# Фицджеральд, Джеймс Фицморис
Джеймс Фицморис Фицджеральд (англ. James FitzMaurice FitzGerald, погиб 18 августа 1579) — ирландский дворянин и повстанец из династии Фицджеральдов, руководитель Первого восстания Десмонда против английского владычества в Ирландии (1569—1573). После поражения восстания проживал в изгнании в Европе, но в 1579 году вернулся в Ирландию, где вскоре погиб.

## Ранняя жизнь
Джеймс был вторым сыном Мориса Фицджона Фицджеральда (ум. 1564) и Джулии O’Mulryan из графства Типперери. Внук Джона Фицджеральда, де-факто 12-го графа Десмонда, и двоюродный брат Джеральда Фицджеральда, 15-го графа Десмонда.
В 1565 году в битве при Аффейне (графство Уотерфорд) Джеральд Фицджеральд, 15-й граф Десмонд, потерпел поражение от Томаса Батлера, 10-го графа Ормонда. 15-й граф Десмонд и его младший брат Джон были задержаны и отправлены в Англию. Королева Англии Елизавета Тюдор оправдала графа Томаса Батлера, графа Ормонда, а Джеральда и Джона Фицджеральдов приказала арестовать и заключить в Тауэр. Во время их отсутствия Джеймс Фицморис Фицджеральд стал генерал-капитаном войск графства Десмонд и фактическим правителем графства.
Джеймс Фицморис Фицджеральд начал готовиться к восстанию против английской колонизации в ирландской провинции Манстер. На его сторону перешли многие крупные кланы в Манстере, в частности Маккарти Мор, О’Салливаны, О’Кифы и два Батлера, братья 10-го графа Ормонда. У самого Фицмориса отняли землю, которая находилась в графстве Корк, и отдали ее в аренду английским колонистам. Он был набожным католиком, и под влиянием Контрреформации, увидел в новых протестантских губернаторах своих врагов.
В июне 1569 года Джеймс Фицморис и граф Кланкарти (Маккарти Мор) вторглись в Керрикурихи и захватили замок-аббатство Трейтон, где перебили гарнизон. В июле Джеймс Фицморис Фицджеральд во главе войска из 4500 солдат осадил город Килкенни, где укрылись графы Ормонд. Английский наместник и лорд-депутат Ирландии Генри Сидни собрал войско для борьбы с ирландскими повстанцами. 600 английских солдат выступили из Дублина на провинцию Манстер, а 400 отплыли по морю в город Корк. Томас Батлер, 10-й граф Ормонд, вернулся из Лондона и собрал свои силы для поддержки англичан. Отряды под командованием Ормонда, Генри Сидни и Хемфри Гилберта опустошили владения союзников Джеймса Фицмориса, превратив их в выжженную землю. Силы Джеймса Фицмориса распались, отдельные командиры вынуждены были уйти для защиты своих собственных владений.
Джеймс Фицморис Фицджеральд вынужден был уйти в горы Керри, откуда он начал партизанскую войну против англичан и их ирландских союзников. В 1570 году большая часть союзников Фицмориса прекратила борьбу и подчинилась власти английской короны. Самый главный из них, Донал Маккарти Мор, сдался в ноябре 1569 года. Но партизанская борьба продолжалась еще три года. В феврале 1571 года лородом-наместником Манстера был назначен Джон Перрот, который высадился в Уотерфорде и вызвал Джеймса Фицмориса на дуэль, от которой последний отказался. Джон Перрот преследовал в течение года отряд Джеймса Фицмориса из 700 мятежников. Последний одержал ряд побед в боях, захватил английский корабль возле Кинсейла и сжег город Килмаллок в 1571 году. В начале 1573 года силы Фицмориса уменьшились до менее чем 100 человек. В феврале 1573 года он начал вести переговоры с английскими властями, прося помилования. Джеймс Фицморис принес клятву на верность английской короне и отдал в заложники своего сына.

## Интриги на континенте
В 1573 году из Англии в Ирландию вернулся Джеральд Фицджеральд, 15-й граф Десмонд, двоюродный брат Джеймса Фицмориса. В марте 1575 года он отплыл во Францию, чтобы найти помощь у католических государств для начала нового восстания. Он отплыл в сопровождении семьи, Джеймса Фицэдмунда Фицджеральда, сенешаля Имокилли и белого рыцаря Эдмунда Фицгиббона. Джеймс Фицморис Фицджеральд высадился в Бретани, где был принят французским губернатором. Он несколько раз встречался с Екатериной Медичи в Париже, предлагал королю Франции Генриху III стать королем Ирландии и получил в 1576 году пенсию в размере 5 000 крон.
В начале 1577 года Джеймс Фицморис Фицджеральд прибыл из Франции в Испанию, где предложил дону Хуану Австрийскому, брату короля Испании Филиппа II, стать королем Ирландии. Не получив поддержку в Испании, Джеймс Фицморис отправился в Италию, где встретился с папой римским Григорием XIII.

## Вторжение в Ирландию
При папском дворе джеймс Фицморис встретился английского авантюриста Томаса Стакли, вместе с котором он убедил папу предоставить деньги и наемный отряд из 1000 солдат для вторжения в Ирландию. Они прибыли в Лиссабон, где Томас Стакли решил оставить Джеймса Фицмориса и принял участие в военной экспедиции португальского короля Себастьяна в Марокко, где он погиб. 17 июня 1579 года Джеймс Фицморис с папским нунцием Николасом Сандерсом и небольшим испанско-итальянским отрядом на корабле отплыл из Испании к берегам Ирландии. Джеймс Фицморис захватил два английских судна в канале и высадился в Смирвике 18 июля 1579 года, начав Второе восстание Десмонда. 1 августа Джеймс Фицморис присоединился к Джону Фицджеральду, брату графа Десмонда, который также выступил против английского владычества в Манстере. Многие ирландские кланы и старые английские семьи присоединились к новому восстанию.
Однако 18 августа 1579 года Джеймс Фицморис Фицджеральд погиб в перестрелке с отрядом своего двоюродного брата Теобальда Берка.

## Наследие
Джеймс Фицморис был женат на Кэтрин Берк из Маскерри, от брака с которой у него было трое детей:
- Морис Фицджеральд (ум. 1588)
- Джеральд Фицджеральд (ум. 1588)
- Джоан Фицджеральд

В ноябре 1580 года английские войска под командованием лорда-депутата Ирландии Артура Грея, 14-го барона де Уилтона (4000 чел.) осадили и захватили Смирвик, перебив весь гарнизон, кроме командиров.
В 1583 году Второе восстание Десмонда было подавлено, 15-й граф Десмонд и его приверженцы были схвачены и убиты англичанами и их ирландскими союзниками. Владения графов Десмонда были конфискованы английской короной. В южно-ирландской провинции Манстер началась массовая английская колонизация.